# ألكسي غان

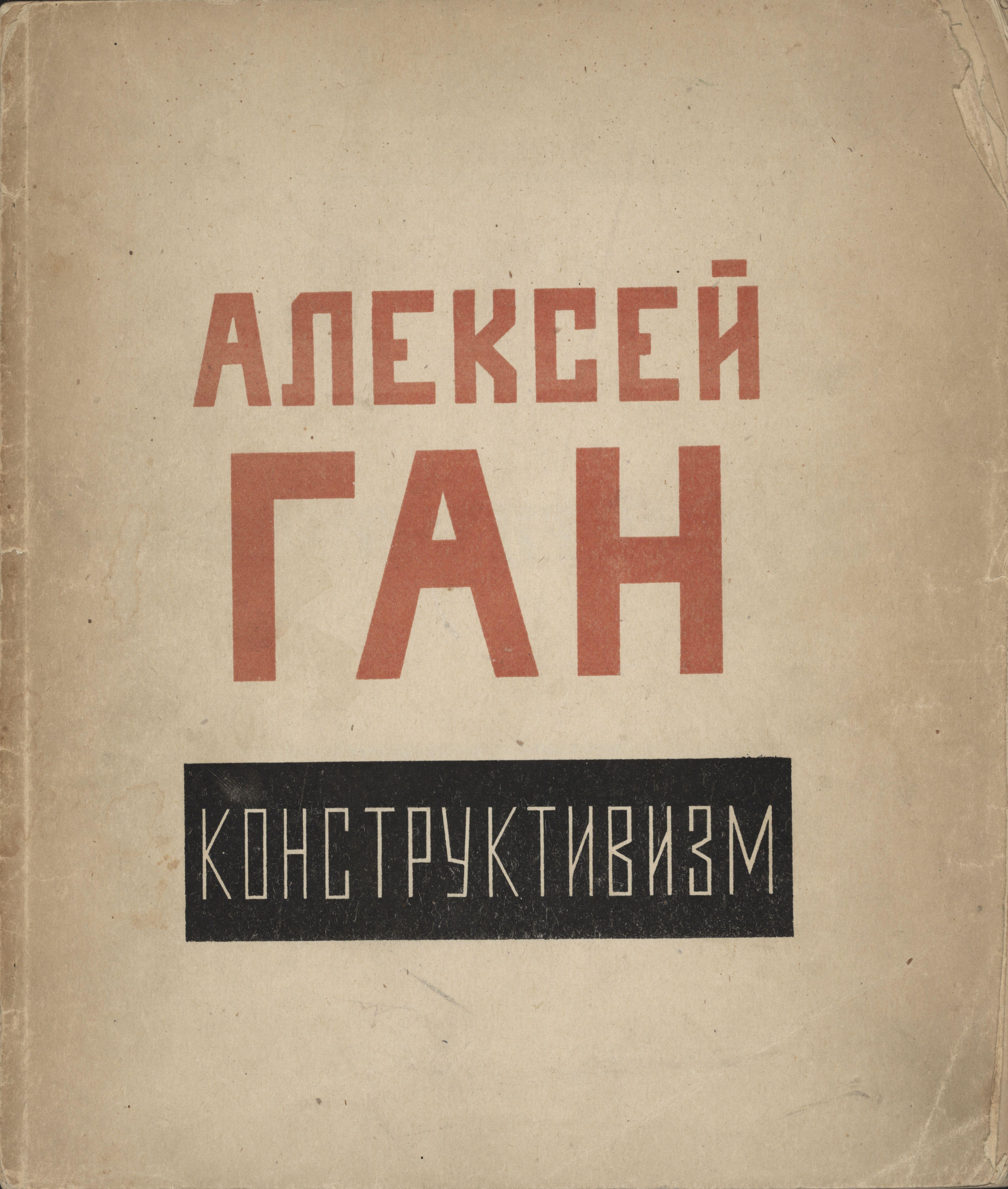
غلاق من تصميم غان، 1922.

ألكسي غان (بالإنجليزية: Aleksei Gan ؛ بالروسية: Алексей Ган ؛ حوالي 1889- حوالي 1940) هو منظّر فني ومصمم روسي. كان شخصية رئيسية في تطوير العمارة البنائية بعد الثورة البلشفية عام 1917 في روسيا.
شكل غان فريقًا في عام 1921 مع الفنانين ألكسندر روجينكو وزوجته فارفارا ستيبانوفا، ليكونوا العامل الأول في تأسيس البنائية، وليكونوا المجموعة العاملة الأولى فيها، الذين رفضوا الفنون الجميلة لصالح التصميم الجرافيكي، والتصوير الفوتوغرافي، والملصقات، والدعاية السياسية. أسس غان أيضًا أول مجلة سوفيتية للأفلام في عام 1922، وهي مجلة «كينو فوت».

## وصلات خارجية
- متحف الفن الحديث: ألكسي غان